# Unione Sportiva Osimana 1981-1982
Questa voce raccoglie le informazioni riguardanti l'Unione Sportiva Osimana nelle competizioni ufficiali della stagione 1981-1982.

## Rosa
| N. |                   | Ruolo | Calciatore          |
| -- | ----------------- | ----- | ------------------- |
|    | Italia (bandiera) | A     | Antonio Antignani   |
|    | Italia (bandiera) | D     | Nazzario Baggiarini |
|    | Italia (bandiera) | A     | Giorgio Buffone     |
|    | Italia (bandiera) | P     | Maurizio Carbonari  |
|    | Italia (bandiera) | C     | Marco Carlini       |
|    | Italia (bandiera) | D     | Angelo Carpineta    |
|    | Italia (bandiera) | P     | Paolo Cimpiel       |
|    | Italia (bandiera) |       | Cremonesi           |
|    | Italia (bandiera) | C     | Marcello De Juliis  |
|    | Italia (bandiera) | C     | Gianni Di Staso     |

| N. |                   | Ruolo | Calciatore        |
| -- | ----------------- | ----- | ----------------- |
|    | Italia (bandiera) | C     | Pietro Ghetti     |
|    | Italia (bandiera) |       | Leonardi          |
|    | Italia (bandiera) | C     | Mauro Morra       |
|    | Italia (bandiera) | A     | Ivo Pegolo        |
|    | Italia (bandiera) | C     | Alvaro Retini     |
|    | Italia (bandiera) | D     | Augusto Sacchi    |
|    | Italia (bandiera) |       | Santilli          |
|    | Italia (bandiera) | C     | Arduino Sigarini  |
|    | Italia (bandiera) | D     | Giancarlo Torresi |
|    | Italia (bandiera) |       | Vignoni           |